# 探偵映画
探偵映画（たんていえいが）とは、映画のジャンルの一つ。おもに探偵を主役とする作品を指す。

## 解説
警察機構の中に所属しない民間の「探偵」（時に「名探偵」と呼ばれる）である主人公が、事件の謎を解きほぐしていく過程を描いたもの。職業的な探偵でない場合もある。ハードボイルド映画は探偵映画の特殊な形態といえる。単純に謎の事件へ巻き込まれるという発端だけでは、ミステリ映画の範疇に入ってしまうだろう。
邦画では片岡千恵蔵主演による「多羅尾伴内シリーズ」（大映、東映）、「名探偵明智小五郎シリーズ」がある。1960年代には千葉真一主演で『風来坊探偵シリーズ』、『ファンキーハットの快男児シリーズ』などが封切り公開された。角川映画では横溝正史原作の金田一耕助ものが幾度も複数の俳優により映画化されている。角川映画の『探偵物語』（主演は薬師丸ひろ子）などもこのジャンルの作品である。
洋画ではハンフリー・ボガートが主演した『マルタの鷹』（1941年）だろう。その対角にある格好悪い探偵は、おそらく『チャイナタウン』（1974年）か。パロディ映画としては『名探偵登場』（1976年）が著名。これは、有名な5人の名探偵が謎の億万長者の屋敷に招かれて、与えられた謎を解くことになるが、次々に怪しい出来事が…という内容。名探偵役にピーター・フォーク、ピーター・セラーズ、デヴィッド・ニーヴンらが扮し、億万長者の役には『冷血』などで有名な作家トルーマン・カポーティが出演という異色作である（同作品にはピーター・フォーク主演の続編的な作品『名探偵再登場』がある）。
この時期は探偵映画が大流行で、ローレンス・オリヴィエとマイケル・ケインが主演した『探偵スルース』（1972年）も舞台劇の映画化で、主演の2人が全編を通して室内で演技を競い、2人同時にアカデミー賞の主演男優にノミネートされて話題になった。
このジャンルの作品の数は決して多くないが、映画のジャンルとしてはなかなかユニークな作品が多いのも特徴である。1978年にもジャクリーン・ビセットの主演で『料理長殿、ご用心』がある。この作品は、ロンドン、パリ、ベニスの有名レストランで次々に起こる料理長殺人事件をグルメ雑誌の記者が追いかけるという、コメディタッチながら本格的な探偵映画となっている（原作はれっきとしたミステリ作品）。
TVアニメもしくはOVA作品では、「名探偵コナンシリーズ」、『MASTERキートン』などがある。
海外においては、第二次世界大戦前ではベイジル・ラスボーン主演による「シャーロック・ホームズシリーズ」が有名である。第二次世界大戦では、アガサ・クリスティ原作の『オリエント急行殺人事件』や『ナイル殺人事件 (1978年の映画)』『クリスタル殺人事件』などの一連の作品がある。「シャーロック・ホームズもの」は主人公が探偵ではあるが、近年はパロディ作品やその青春時代を扱ったものもり、それらの作品はむしろパロディ映画や冒険映画の範疇とすべきものが多い。